# Нгазиджа
Нгазиджа (ком. Ngazidja), также Гранд-Комо́р (фр. Grande Comore) — остров и автономный регион в Мозамбикском проливе Индийского океана в 300 км к востоку от берега Африки, между северным Мозамбиком и северным Мадагаскаром. 
Это самый большой остров в Союзе Коморских Островов. 
Большая часть населения — коморцы (анталоатра). Его население на 2006 год — приблизительно 316 600 жителей. Административный центр острова и столица государства Коморы — Морони. 
Последний султан Саид Али бин Саид Омар Масели аль-Ба'алави отрёкся от престола 3 февраля 1910 года. 
Согласно конституции 2002 года, островом управляет избранный президент, как и другими островами, с федеральным правительством, что при этом не уменьшает власть и автономного региона.

## Административное деление
Автономный регион делится на 8 префектур:
- Морони-Бамбао (préfecture de Moroni-Bambao)
- Амбу (préfecture de Hambou)
- Западный Мбаджини (préfecture de Mbadjini-Ouest)
- Восточный Мбаджини (préfecture de Mbadjini-Est)
- Оичили-Димани (préfecture de Oichili-Dimani)
- Амахамет-Мбоинку (préfecture de Hamahamet-Mboinkou)
- Мицамиули-Мбуде (préfecture de Mitsamiouli-Mboudé)
- Ицандра-Аманву (préfecture d'Itsandra-Hamanvou)